# Zoubir Ouasti
Zoubir Ouasti est un footballeur international algérien né le 28 février 1981 à Oran. Il évoluait au poste de défenseur.

## Biographie
Il évolue en Division 1 avec les clubs du MC Oran, du CR Belouizdad, et de l'USM Annaba.
Il reçoit une seule sélection en équipe d'Algérie, le 24 avril 2003, contre le Madagascar (victoire 3-1).

## Palmarès
- Finaliste de la coupe d'Algérie en 2002 avec le MC Oran.
- Finaliste de la Coupe de l'UAFA en 2001 avec le MC Oran.
- Accession en Ligue 1 en 2009 avec le MC Oran.
- Accession en Ligue 2 en 2014 avec le RC Relizane.